# Cesare Arzelà
Cesare Arzelà (Santo Stefano di Magra, 1847. március 6. – Santo Stefano di Magra, 1912. március 15.) olasz matematikus. Valós függvénytannal foglalkozott. 1871-ben végzett Pisában Enrico Betti és Ulisse Dini keze alatt. A Bolognai és a Palermói Egyetemen is tanult.